# Silicon Studio
Silicon Studio est un studio de développement japonais de jeux vidéo fondé en 2000 et basé à Tokyo. L'entreprise a travaillé sur différents titres pour les consoles PlayStation 3, PlayStation Portable, et Nintendo 3DS. Elle est notamment connue pour avoir développé 3D Dot Game Heroes, ainsi que Bravely Default en collaboration avec le studio 5pb..

## Jeux développés
- 2007 : Operation Darkness
- 2009 : Onore no Shinzuru Michi Wo Yuke
- 2009 : 3D Dot Game Heroes
- 2012 : Bravely Default
- 2015 : Bravely Second: End Layer
- 2015 : Grand Sphère
- 2016 : Final Fantasy IX (iOS et Android)
- 2019 : Left Alive

### Jeux pour réseaux sociaux
- 2010 Ken-Min (Hangame/Mobage)
- 2010 Majin Taisen Card Battle (Mobage)
- 2010 Sangokushi Card Battle (Mobage)
- 2012 Gyakushu no Fantasica (Mobage)
- 2012 Sengoku Busho Hime: Muramasa (Mobage)
- 2012 X Legend (Mobage)